# Indovia decorata
Indovia decorata là một loài tò vò trong họ Ichneumonidae.